# Пластик (футбольный клуб)
«Пластик» Сальяны (азерб. «Plastik» Salyan Futbol Klubu) — советский и азербайджанский футбольный клуб из города Сальяны. Был основан в 1971 году.

## История клуба

### Советский период
Клуб был создан в 1971 году под названием «Химик» Сальяны. Принимал участие в Чемпионатах СССР 1990 и 1991 годов во второй низшей лиге.

#### Чемпионат СССР
| Сезон                          | Дивизион                     | М  | Игр | Поб | Нич | Пор | М       | О  |
| ------------------------------ | ---------------------------- | -- | --- | --- | --- | --- | ------- | -- |
| Чемпионат СССР по футболу 1990 | Вторая низшая лига, 3-я Зона | 18 | 34  | 13  | 6   | 15  | 31 - 46 | 32 |
| Чемпионат СССР по футболу 1991 | Вторая низшая лига, 3-я Зона | 19 | 38  | 3   | 6   | 29  | 24 - 98 | 12 |

### Новая история
В 1992 году, после провозглашения независимости и началом проведения первого национального чемпионата, клуб первенствовал в высшей лиге Азербайджана. Однако дебют оказался неудачным и заняв 19 место среди 26 команд, клуб опустился в первую лигу. Лучшим бомбардиром клуба стал Али Абышов с 12 забитыми мячами.
В последующие 5 лет клуб принимал участие в Первой лиге чемпионата Азербайджана. Лучшим результатом сальянцев стало 3 место в 1993 году. В 1997 году, из за финансовых трудностей клуб прекратил своё существование.

## Статистика

### Чемпионат Азербайджана
| Сезон     | Дивизион        | М  | Игр | Поб | Нич | Пор | М       | О  | Бомбардир  |
| --------- | --------------- | -- | --- | --- | --- | --- | ------- | -- | ---------- |
| 1992      | Премьер-лига    | 19 | 38  | 18  | 2   | 18  | 44 - 60 | 38 | Али Абышов |
| 1993      | Первый дивизион | 3  | 14  | 8   | 1   | 5   | 23 - 21 | 26 |            |
| 1993/1994 | Первый дивизион | 4  | 18  | 8   | 7   | 3   | 34 - 19 | 23 |            |
| 1994/1995 | Первый дивизион | 8  | 28  | 13  | 4   | 11  | 36 - 41 | 30 |            |
| 1995/1996 | Первый дивизион | 10 | 28  | 7   | 3   | 18  | 27 - 20 | 24 |            |
| 1996/1997 | Первый дивизион | 10 | 16  | 5   | 3   | 8   | 18 - 23 | 18 |            |

### Кубок Азербайджана
| Сезон     | Этап        |
| --------- | ----------- |
| 1993      | 1/8 финала  |
| 1993/1994 | 1/16 финала |
| 1994/1995 | 1/16 финала |
| 1995/1996 | 1/8 финала  |
| 1996/1997 | 1/16 финала |

## Бывшие футболисты
Список игроков клуба в 1992 году.
| - Махир Мехтиев - Сердар Мамедов - Яшар Агамалыев - Сейран Алекперов |  | - Али Абышов - Иман Гулиев - Сиявуш Ахундов - Ариф Агаев |  | - Гейдар Агаев - Горхмах Мирзаев - Чингиз Азимов - Азад Сулейманов |  | - Гадир Алекперов - Бахрам Новрузов - Гулам Гусейнов - Фазли Солтанов |  | - Яшар Алекперов - Чингиз Ильясов - Бахтияр Исламов - Махир Ибрагимов |  | - Рауф Мехдиев - Насими Дадашев - Петр Селезнев - Рафаэль Руфуллаев |

## Достижения
- Бронзовый призер Первого Дивизиона Азербайджана по футболу 1993 года.